# Herzogobryum erosum
Herzogobryum erosum là một loài Rêu trong họ Gymnomitriaceae. Loài này được (Carrington & Pearson) Grolle mô tả khoa học đầu tiên năm 1966.